# Clementine Churchillová
Clementine Ogilvy Spencer-Churchill, baronka Spencer-Churchillová (rozená Hozierová; 1. dubna 1885 Mayfair – 12. prosince 1977 Knightsbridge) byla manželkou Winstona Churchilla, předsedy vlády Spojeného království, a doživotní členka Sněmovny lordů. Pravý otcovský původ je nejistý kvůli známé promiskuitě matky a podezření na neplodnost otce, legálně však byla dcerou sira Henryho Hoziera. S Winstonem Churchillem se setkala v roce 1904 a v roce 1908 spolu uzavřeli manželství, které trvalo 56 let. Měli spolu pět dětí, z nichž jedno (Marigold) zemřelo ve věku dvou let na sepsi. Během první světové války Clementine organizovala jídelny pro pracovníky zbrojovek a během druhé světové války působila jako předsedkyně Fondu Červeného kříže pro pomoc Rusku a prezidentka válečného výboru Křesťanského sdružení mladých žen (YWCA). Během svého života jí bylo uděleno mnoho titulů, z nichž poslední byl šlechtický titul udělený po smrti jejího manžela v roce 1965. V pozdních letech svého života prodala několik portrétů svého manžela, aby se finančně uživila. Zemřela ve svém londýnském domě ve věku 92 let.

## Mládí
Ačkoli byla legálně dcerou Sira Henryho Hoziera a Lady Blanche Hozierové, její otcovství je předmětem mnoha debat, protože Lady Blanche byla dobře známá pro svůj promiskuitní život. Poté, co Sir Henry v roce 1891 našel Lady Blanche s milencem, podařilo se jí žalobu jejího manžela na rozvod odvrátit poukazem na jeho vlastní nevěru a poté se pár odloučil. Lady Blanche tvrdila, že biologickým otcem Clementine byl kpt. William George „Bay“ Middleton, známý jezdec na koni. Dalším zvažovaným otcem mohl být manžel Blanchiny sestry Algernon Bertram Freeman-Mitford, první baron Redesdale (1837–1916).

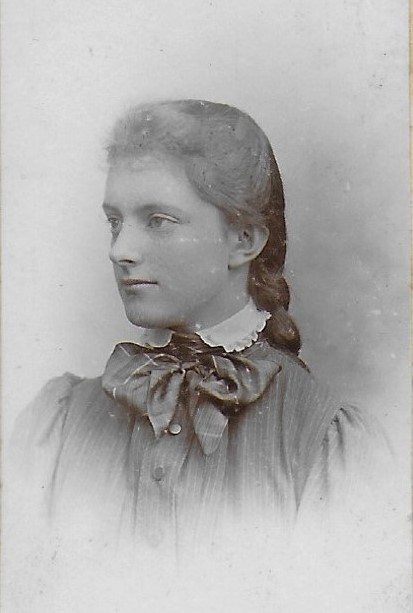
Kitty Ogilvy Hozier v roce 1899, rok před smrtí

V létě roku 1899, kdy bylo Clementine 14 let, se její matka s rodinou přestěhovala do Dieppe, pobřežního města na severu Francie. Tam rodina trávila idylické léto koupáním, kanoistikou, piknikováním a sbíráním ostružin. Během pobytu v Dieppe se rodina dobře seznámila s „La Colonie“, tedy s komunitou místních anglických obyvatel. Tato skupina se skládala z vojáků, spisovatelů a malířů, jako byli Aubrey Beardsley a Walter Sickert. Sickert se stal blízkým rodinným přítelem. Podle Clementininy dcery Mary Soamesové byla Clementine do Sickerta platonicky zamilovaná. Šťastný život Hozierů ve Francii skončil, když Clementinina nejstarší sestra Kitty onemocněla břišním tyfem. Blanche poslala Clementine a její sestru Nellie do Skotska, aby se mohla plně věnovat Kitty, která ale nakonec nemoci podlehla 5. března 1900.
Clementine byla vzdělávána nejprve doma, poté krátce v Edinburghu ve škole vedené Karlem Fröbelem, synovcem německého pedagoga Friedricha Fröbela, později v dívčí škole v Berkhamstedu a nakonec na pařížské Sorbonně. Dvakrát byla tajně zasnoubená se sirem Sidneym Peelem, který se do ní zamiloval, když jí bylo 18 let.

## Manželství a děti

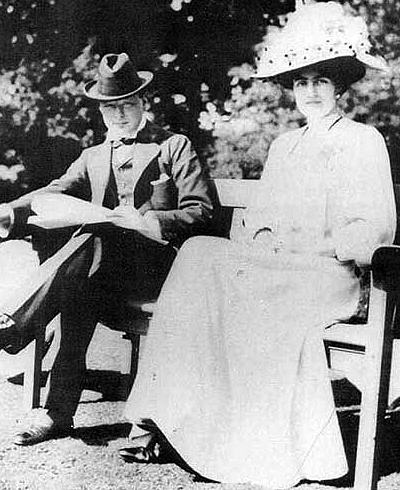
Mladý Winston Churchill se svou snoubenkou Clementine Hozierovou krátce před svatbou v roce 1908

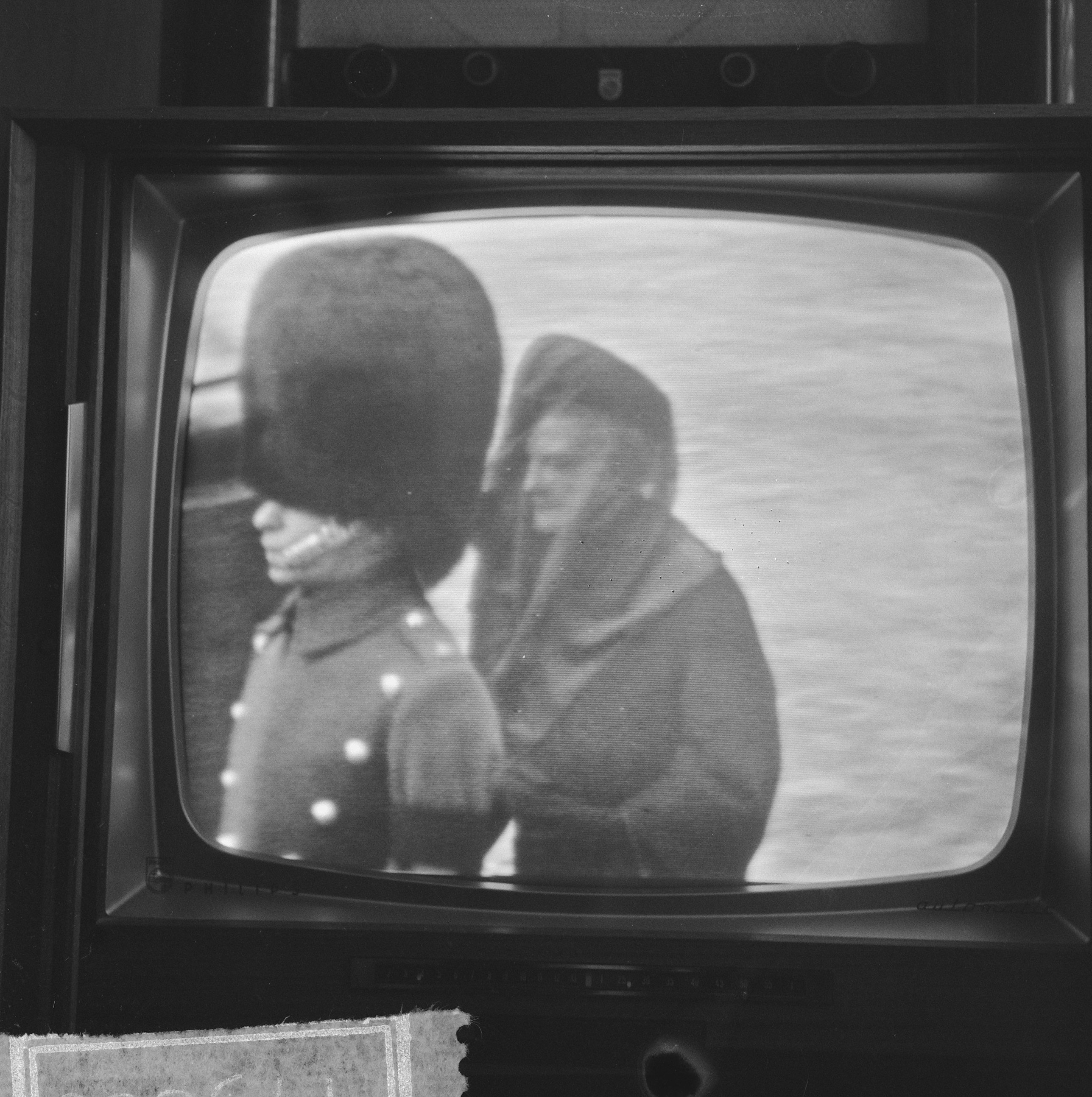
Clementine Churchillová kráčí za manželovou rakví

Clementine se poprvé setkala s Winstonem Churchillem v roce 1904 na plese v paláci hraběte a hraběnky z Crewe. V březnu 1908 se znovu setkali, když seděli bok po boku na večeři pořádané Lady St Helierovou, vzdálenou Clementininou příbuznou. Při prvním krátkém setkání Winston poznal Clementininu krásu a noblesu; po večeru stráveném v její společnosti si uvědomil, že je to dívka živé inteligence a skvělé povahy. Po pěti měsících vzájemného setkávání na společenských akcích a časté korespondence Winston požádal Clementine během večírku v Blenheimském paláci dne 11. srpna 1908 v malém letohrádku známém jako Dianin chrám o ruku.
12. září 1908 se Winston a Clementine vzali v kostele sv. Markéty ve Westminsteru, líbánky strávili v Bavenu, Benátkách a na zámku Veveří na Moravě. Poté se usadili v londýnském domě č. 33 na náměstí Eccleston Square. Měli spolu pět dětí: Dianu (1909–1963), Randolpha (1911–1968), Sarah (1914–1982), Marigold (1918–1921) a Mary (1922–2014). Pouze nejmladší Mary sdílela dlouhověkost svých rodičů, ostatní potomci zemřeli před dosažením věku 70 let. Churchillův sňatek byl navzdory stresu veřejného života šťastný a láskyplný.

## Manželka politika

### První světová válka
Během první světové války organizovala Clementine Churchillová jménem YMCA v severovýchodní metropolitní oblasti Londýna jídelny pro pracovníky zbrojovek, za což byla v roce 1918 jmenována velitelkou Řádu britského impéria (CBE).

### 30. léta
Ve třicátých letech cestovala Clementine bez Winstona na palubě jachty lorda Moyna Rosaury na exotické ostrovy Borneo, Celebes, Moluky, Nová Kaledonie a Nové Hebridy. Během této cesty měla pravděpodobně poměr s Terencem Philipem, bohatým, o sedm let mladším obchodníkem s uměním. Nebyly však předloženy žádné přesvědčivé důkazy: mnozí věřili, že Philip byl homosexuál. Z této cesty si z Bali přivezla holubici, kterou po její smrti pohřbila na zahradě v Chartwellu pod slunečními hodinami, na něž nechala napsat krátký verš jako svou vzpomínku na Bali.
Jako manželka politika, která často vzbuzovala pozornost kontroverzními postoji, byla Clementine zvyklá, že se k ní manželky jiných politiků chovaly hrubě. Jednou, když cestovala s lordem Moynem a jeho hosty, poslouchali všichni vysílání BBC, ve kterém mluvčí, silně na straně politiky appeasementu, kritizoval Winstona. Když se jej nikdo ze společnosti hostů nezastal, odešla do své kajuty, sbalila si kufry a přes veškeré přemlouvání hned následující ráno vystoupila na břeh. Za urážku svého manžela nepřijala žádnou omluvu.

### Druhá světová válka
Během druhé světové války byla předsedkyní Fondu Červeného kříže pro pomoc Rusku, prezidentkou Křesťanské asociace mladých žen a předsedkyní porodnice pro manželky důstojníků.
Během cesty po Rusku těsně před koncem války jí byl udělen sovětský Řád rudého praporu práce.

### Poválečná léta

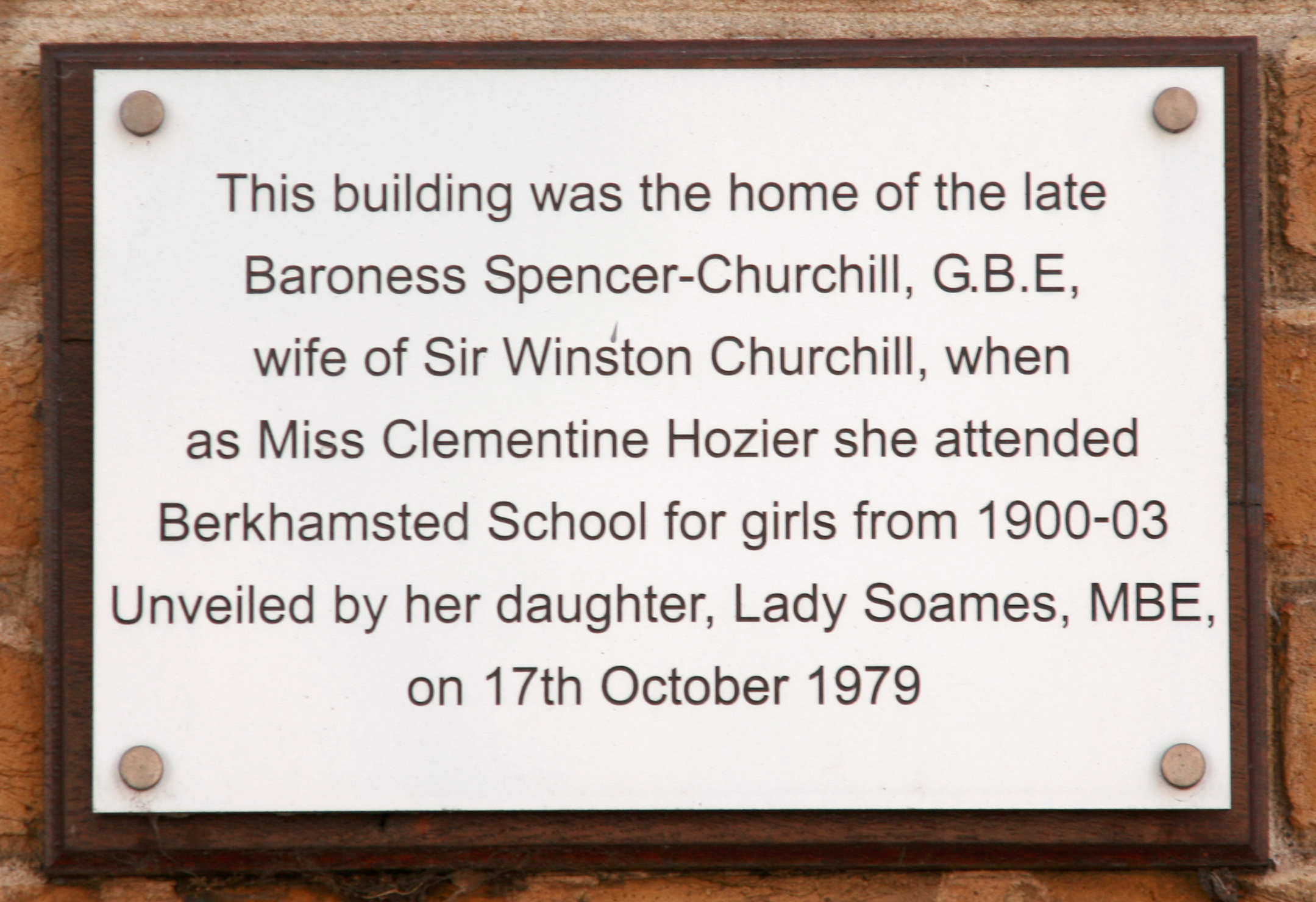
Pamětní deska na domě v Berkhamstedu

V roce 1946 byla poctěna Dámským velkokřížem Řádu britského impéria a stala se z ní Dáma Clementine Churchill GBE.
Čestné hodnosti jí byly uděleny na Glasgowské univerzitě, univerzitě v Oxfordu a Bristolské univerzitě.

## Pozdní život a smrt
Po více než 56 letech manželství Clementine ovdověla 24. ledna 1965, kdy Winston zemřel ve věku 90 let.
Po smrti sira Winstona dne 17. května 1965 získala doživotní šlechtický titul jako baronka Spencer-Churchillová z Chartwellu v hrabství Kent . Zasedala ve Sněmovně lordů, ale její rostoucí nedoslýchavost jí znemožňovala pravidelnou účast v parlamentním životě.
V posledních letech jejího života ji inflace a rostoucí výdaje zanechaly ve finančních potížích a počátkem roku 1977 prodala v aukci pět obrazů svého zesnulého manžela. Po její smrti se zjistilo, že zničila jeho portrét od Grahama Sutherlanda, protože se Winstonovi nelíbil.
Lady Spencer-Churchillová zemřela ve svém londýnském domě na Princes Gate č. 7 v Knightsbridge na infarkt 12. prosince 1977. Bylo jí 92 let a svého manžela přežila téměř o 13 let (přežila i tři ze svých pěti dětí). Pohřbena je se svým manželem a dětmi (s výjimkou Marigold, která je pohřbena na hřbitově Kensal Green v Londýně) v kostele svatého Martina v Bladonu poblíž Woodstocku v hrabství Oxfordshire.

## Památníky
Nemocnice Clementine Churchillové, pojmenovaná na její počest, je v Harrow na předměstí Londýna v hrabství Middlesex.
Pamětní deska na domě v Berkhamstedu, kde žila mladá Clementine Hozierová během svého studia na dívčí škole v Berkhamsted, byla v roce 1979 odhalena její nejmladší dcerou baronkou Soamesovou.